# What's Sauce for the Goose
What's Sauce for the Goose é um curta-metragem de comédia mudo norte-americano com o ator cômico Oliver Hardy, dirigido por Will Louis em 1916.

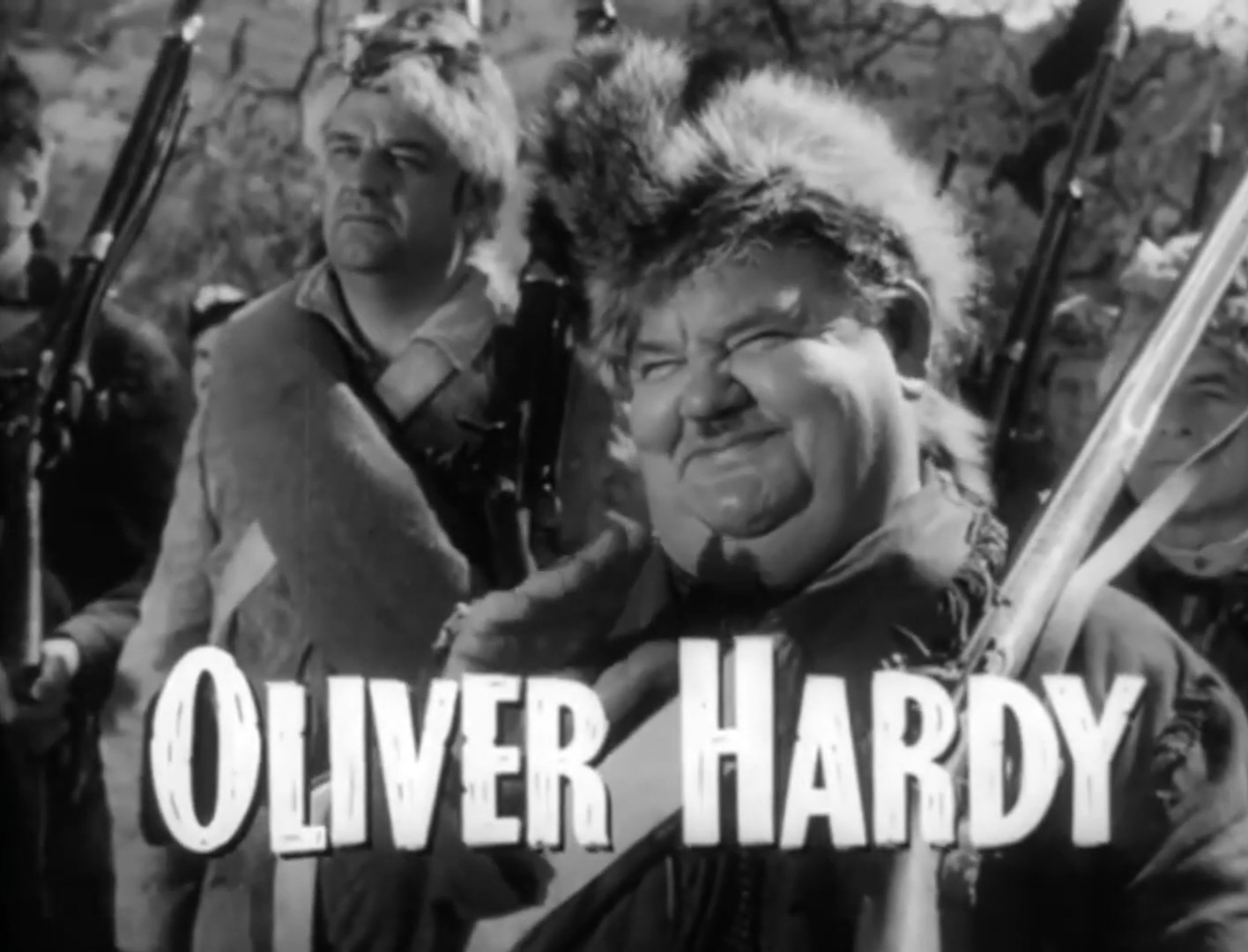
Oliver Hardy

## Elenco
- Elsie MacLeod - Sra. Plump
- Oliver Hardy - Sr. Boob Plump (creditado como Babe Hardy)
- Billy Ruge - nanico